# ترانیل سیپرومین
ترانیل سیپرومین (به انگلیسی: Tranylcypromine)
رده درمانی: مهارکننده‌های مونوآمین اکسیداز MAOI
اشکال دارویی: قرص
ترانیل سیپرومین یک پروپیلامین تشکیل شده از cyclization زنجیره جانبی آمفتامین هاست؛ بنابراین، آن را به عنوان یک آمفتامین جایگزین طبقه‌بندی می‌کنند.ترانیل سیپرومین (با نام تجاری Parnate یک مهار کننده مونوآمین اکسیداز (MAOI) است. به‌طور خاص تر، ترانیل سیپرومین به عنوان بازدارنده غیر انتخابی و برگشت‌ناپذیر آنزیم مونوآمین اکسیداز (MAO) عمل می‌کند. به ترتیب به عنوان یک ضد افسردگی و ضد اضطراب در درمان بالینی اختلالات خلقی و اضطرابی استفاده می‌شود. برای درمان اختلال وسواسی جبری نیز بررسی شده که کارایی چندانی مشاهده نشده‌است.

## موارد مصرف
کاربرد اصلی آن در درمان افسردگی شدید است. MAOIها معمولاً به عنوان داروهای خط دوم برای افرادی که با سایر داروهای ضد افسردگی بهبود نیافته‌اند، به‌ویژه مبتلایان به افسردگی‌های غیرعادی (آتیپیک) و شدید تجویز می‌شوند به ویژه هنگامی که یک مولفه اضطراب وجود دارد.

## مکانیسم اثر
ترانیل سیپرامین از مشتقات آمفتامین است و با مهار غیرانتخابی و غیرقابل برگشت آنزیم مونو آمین اکسیداز در مغز موجب مهار تجزیه دوپامین، سروتونین، اپینفرین و سایر مونوامینها می‌شود.

## عوارض جانبی و رژیم غذایی
این داروها اصولاً به علت خطر تداخل با سایر داروها وغذاها مانند پنیر پرعارضه‌اند. سایر عوارض مانند سرگیجه، خشکی دهان، دردهای عضلانی، تهوع واستفراغ، خواب آلودگی، افزایش اشتها و وزن، تاری دید، اختلال در فعالیت جنسی، یبوست، اشکال در ادرارکردن، عوارض قلبی هم ممکن است اتفاق بیفتد. درصورت مصرف هم‌زمان داروهای وقفه‌دهنده مونوآمینو اکسیداز با غذاهای حاوی تیرامین مانند پنیر، کالباس، سوسیس، کنسرو ماهی، لوبیا، انگور، موز، نوشابه‌های حاوی کولا، کاکائو و آبجو، فشار خون بیمار به‌طور خطرناکی افزایش می‌یابد زیرا تیرامین باعث آزاد شدن ذخایر مونوآمینی مانند دوپامین، نوراپی نفرین و اپی نفرین می‌شود.
ترانیل سیپرومین را می‌توانید همراه غذا یا با معده خالی میل کنید. در مدت درمان با ترانیل سیپرومین و تا دو هفته پس از پایان درمان، از نوشیدن مقادیر فراوان الکل، ماءالشعیر، مایعات حاوی کافئین (همچون چای، قهوه و نوشابه) و خوردن غذاهایی مثل موز، پنیر، جگر، غذاهای دودی یا نگهداری شده (مثل ترشیجات)، سوسیس، فراورده‌های سویا، ماست و شکلات پرهیز کنید. در هر حال، با پزشک خود در خصوص اینکه چه موادی نباید بخورید، مشورت کنید.
استفاده از این داروها نیازمند رعایت رژیم غذایی بدون تیرامین(tyramine) (مواد غذایی که در بالا ذکر شد) است در غیر اینصورت به عوارض جانبی بسیار خطرناکی مثل افزایش ناگهانی فشار خون و مرگ منجر می‌شوند.

## موارد منع مصرف
- پورفیریا
- بیماری قلبی عروقی یا عروقی مغزی
- فئوکروموسیتوم
- تیرامین که در چندین ماده غذایی وجود دارد، توسط MAO متابولیزه می‌شود. بلع و جذب تیرامین باعث ترشح گسترده نوراپی نفرین می‌شود، که می‌تواند به سرعت فشار خون را افزایش دهد تا جایی که باعث ایجاد بحران فشار خون شود.
- مصرف همزمان داروهای تقویت کننده سروتونین، از جمله SSRIها، TCAهای سروتونرژیک، دکسترومتورفان و مپریدین ممکن است باعث سندرم سروتونین شود.
- استفاده همزمان از MRAS، از جمله فن فلورامین، آمفتامین، و پزودوافدرین ممکن است سمیت طریق سندرم سروتونین یا باعث بحران فشار خون بالا.
- L -DOPA داده شده بدون کاربی دوپا ممکن است بحران فشار خون بالا شود.

## تداخل دارویی
رانیل سیپرومین علاوه بر داروهای منع مصرف همزمان، CYP2A6 را مهار می‌کند، که ممکن است باعث کاهش متابولیسم و افزایش سمیت بسترهای این آنزیم شود، مانند:
- دکسمدتومیدین
- نیکوتین
- TSNA (موجود در محصولات ترک مصرف سیگار ، و سیگار)
- والپروات

مهارکننده‌های جذب مجدد نوراپی نفرین از جذب تیرامین در سلول‌های عصبی جلوگیری می‌کنند و ممکن است اثرات فشار دهنده آن را کاهش دهند.